# Jacques Maclès
Jacques Maclès est un joueur d'échecs français né en 1945.
Il remporte le championnat de France d'échecs en 1970, et le championnat de Paris en 1975.
Il joue au premier échiquier de l'équipe de France lors de l'olympiade d'échecs de 1974.